# Eriocaulon pallidum
Eriocaulon pallidum là một loài thực vật có hoa trong họ Eriocaulaceae. Loài này được R.Br. mô tả khoa học đầu tiên năm 1810.